# Částkov (ort i Tjeckien, Plzeň)
Částkov är en ort i Tjeckien.   Den ligger i regionen Plzeň, i den västra delen av landet, 130 km väster om huvudstaden Prag. Částkov ligger 506 meter över havet och antalet invånare är 318.
Terrängen runt Částkov är platt åt nordost, men åt sydväst är den kuperad. Runt Částkov är det ganska glesbefolkat, med 34 invånare per kvadratkilometer. Närmaste större samhälle är Tachov, 5,2 km nordväst om Částkov. Omgivningarna runt Částkov är en mosaik av jordbruksmark och naturlig växtlighet.